# Ošelín
Ošelín är en ort i Tjeckien.   Den ligger i regionen Plzeň, i den västra delen av landet, 120 km väster om huvudstaden Prag. Ošelín ligger 482 meter över havet och antalet invånare är 126.
Terrängen runt Ošelín är platt. Runt Ošelín är det ganska tätbefolkat, med 65 invånare per kvadratkilometer. Närmaste större samhälle är Tachov, 16,2 km väster om Ošelín. I omgivningarna runt Ošelín växer i huvudsak blandskog.